# 原口典之
原口 典之（はらぐち のりゆき、1946年8月15日 -2020年8月27日）は、日本の美術家。

## 来歴

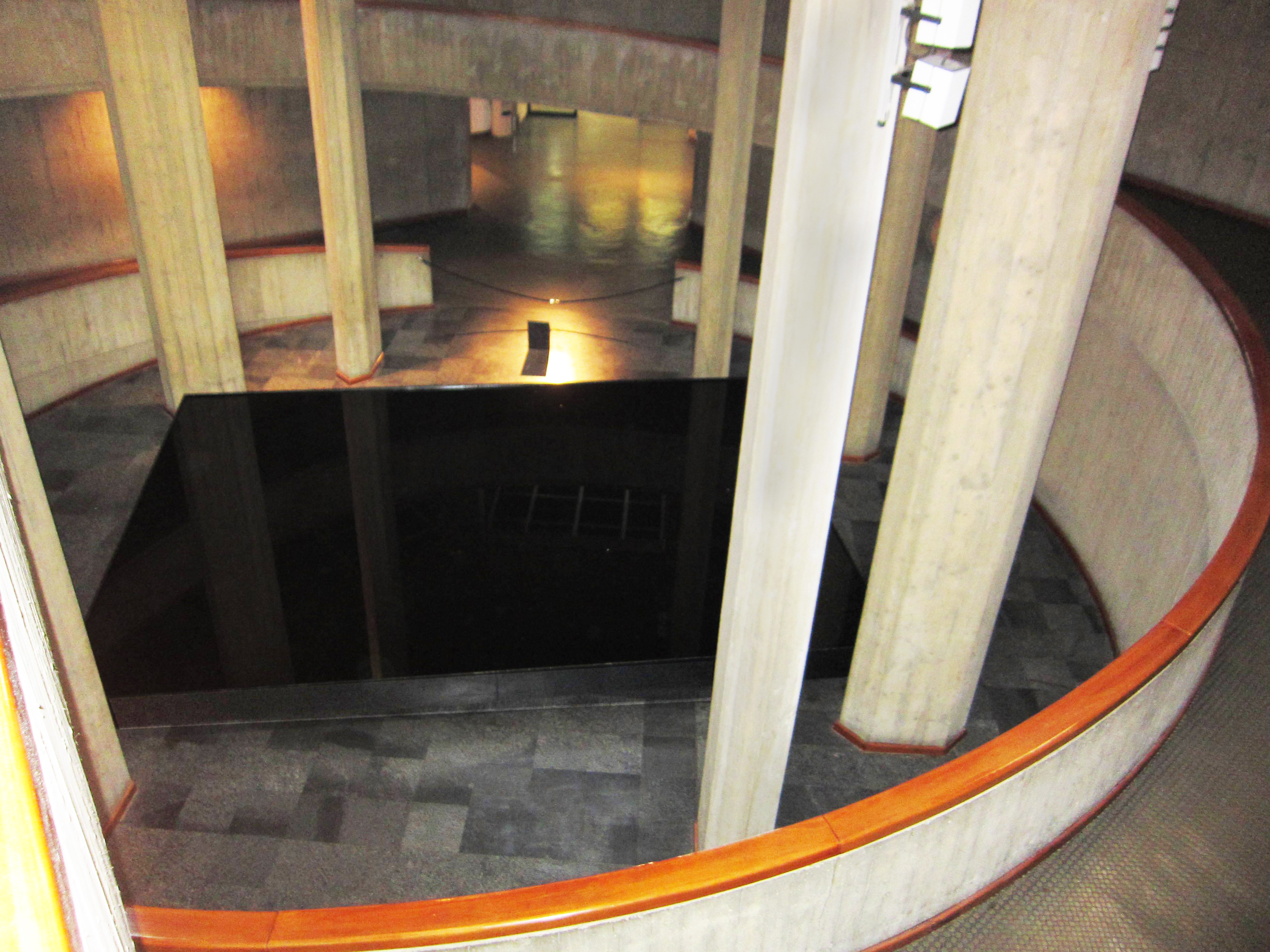
「オイルプール」（1977年）。テヘラン現代美術館収蔵

神奈川県横須賀市に生まれる。日本大学芸術学部美術学科を卒業した。
もの派の主要アーティストとして知られる。1960年代後半から美術家として活動を始め、1977年、ドイツ・カッセルの美術展「ドクメンタ6」に初めて日本人作家として選ばれ、出展した作品「オイルプール」（廃油を満たした巨大な鉄のプール）は「美術界に衝撃を与えた」と評される。作品「オイルプール」は、展覧会終了後はイランのテヘラン現代美術館に展示されている。
続いてパリ市立近代美術館でも「第10回パリ青年ビエンナーレ」に参加し、1978年にはデュッセルドルフのGalerie Alfred Schmelaで海外での初個展を成し遂げた。
2001年、ミュンヘンのレンバッハハウス美術館における個展「NORIYUKI HARAGUCHI」、2007年ハンブルク美術館におけるマレーヴィチへのオマージュ展“Das Schwarze Quadrat. Hommage en Malewitsch” など、大規模な個展で海外での評価が高い。
2009年に横浜のBankART1929のStudio NYKで国内では初となる新作を含む大規模な回顧展「Noriyuki Haraguchi:Society and Matter（原口典之　社会と物質）」を開催。
2020年8月27日、胃癌のため死去。74歳没。